# Сейф ал-Ислам Кадафи
Сейф ал-Ислам Муамар Кадафи (на арабски: سيف الإسلام معمر القذافي) е либийски инженер и политик, син на Муамар Кадафи.

## Биография
Той е вторият син на Муамар от брака му със Сафия Фаркаш. Завършва бакалавърска степен по инженерни науки в университета „Ал-Фатех“ през 1994 г., специализира във Виена през 2000 г. и получава докторска степен от Лондонското училище по икономика. Има собствена архитектурна агенция в Триполи. Президент е на Либийската асоциация по контрол на наркотиците.
Активно участва в международната дипломация на Либия, предлагайки мирно разрешаване на израелско-палестинския конфликт, конфликта в Кашмир, и се застъпва за освобождаването на българските лекари по време на процеса в Бенгази. Дълго време е сочен за наследник на Муамар Кадафи, но през 2008 г. се оттегля от политиката и отхвърля тези твърдения, казвайки, че Либия „не е ферма, за да има наследяване“.
През август 2011 година е издадена международна заповед за неговия арест по обвинения в престъпления срещу човечеството.